# Des Feldpredigers Schmelzle Reise nach Flätz

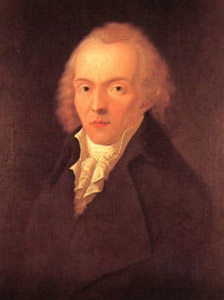
Jean Paul (um 1797)

Schmelzles Reise nach Flätz ist eine Satire von Jean Paul, die im Februar 1808 bei Cotta in Stuttgart erschien.

## Form
Der „Zirkelbrief des vermutlichen katechetischen Professors Attila Schmelzle an seine Freunde“ ist gerahmt mit der Vorrede des Autors vom Juni 1807 und der „Beichte des Teufels bei einem großen Staatsbedienten“. Der Abdruck jener Beichte war 1807 von der Zensur verweigert worden. Eine Nachauflage des kleinen Werkes hat Jean Paul nicht erlebt. Ursache für den schriftstellerischen Misserfolg könnten u. a. die willkürlich gesetzten Fußnoten sein. Zudem kann der Leser beim besten Willen keinen Zusammenhang zwischen Schmelzles Reise und der Beichte, diesem „unschuldigen Kalender-Anhang“, erkennen.
Der Ich-Erzähler Schmelzle aus Neusattel begegnet auf seiner Reise nach Flätz – wie könnte es anders sein – in der Postkutsche einem rot gemantelten blinden Passagier namens Jean Paul. Dieser Emigré oder auch Refugié bleibt allerdings eine unbedeutende Nebenfigur (die sich nicht einmischt).
Jean Paul Richter, der sich in der Vorrede nur als Herausgeber des „will- oder unwillkürlichen Luststücks“ ausgibt, bezeichnet dieses „bloß [als] ein Porträt, ein Charakterstück“.

## Inhalt
Schmelzle stellt eine – dem Anschein nach offensichtliche – Tatsache als Gerücht hin: Der Militärgeistliche Schmelzle hat „aus bedeutenden Schlachten Reißaus genommen“. Seine letzte diesbezügliche Affäre war bei Pimpelstadt. Dies bedauerliche Faktum war natürlich auch seinem höchsten militärischen Vorgesetzten, dem großen Minister und General Schabacker in Flätz nicht verborgen geblieben. Trotzdem reist Schmelzle unerschrocken zu dem General hin, um dem Militär eine Bittschrift vorzulegen. Der Fahnenflüchtige möchte Professor der Katechetik werden. Angetrieben wird Schmelzle von seiner Ehegattin Teutoberga, Tochter eines reichen Pächters. Bergelchen, wie Schmelzle seine liebe Frau nennt, möchte gerne ihre „niedrige Geburt“ vergessen machen, möchte „etwas vorstellen und manche Honoratiorin ausstechen“.
Schmelzle dringt in das Vorzimmer des Generals vor. Die Antwort Schabackers auf die Petition lautet bedauerlicherweise: Schmelzle möge sich wieder zum Teufel scheren, wie er bei Pimpelstadt getan.
Das kann den Überlebenskünstler Schmelzle kein bisschen verdrießen. Ist er doch durch das Vermögen seiner guten Frau besser besoldet als durch zehn katechetische Professuren.
„So bist du also nichts geworden?“ gibt sich das Bergelchen enttäuscht und denkt an die „hochtrabenden vornehmen Weiber“ in Neusattel, vor denen sie in der Kirche blutrot werden wird vor Scham.
Schmelzle will Abhilfe schaffen. Vielleicht wird Bergelchen Berg-, Bau-, Hof-, Kriegs-, Kammer-, Kommerzien-, Legations-, Henkers- oder auch Teufels-Rätin.

## Selbstzeugnis
Der Schmelzle sei, das komische Fach betreffend, Jean Pauls am sorgfältigsten gearbeitetes Werk, „ohne die geringste Ausschweifung und Selbsteinmischung“.

## Rezeption
- Schmelzle, ein „Angsthase“, erzähle „mit Heldenpose“ von seiner „Feigheit vor dem Feind in napoleonischer Zeit“[10].
- Jean Paul „karikiert Angst, Vorsicht und Mißmut“ in dieser „Psychologie des Versagens, Zitterns, Bebens und Streitens“[11].
- Ein Lichtblick in dieser Geschichte über einen elenden Feigling ist die Liebe „der mutigen Teutoberga“[12].
- Ueding rechnet Schmelzle, diesen „Meister komischer Ausreden“, in seiner „immer wieder versöhnlichen Liebenswürdigkeit“ dem „Gewürm“ zu, das vor dem „gewaltigen Erdbeben der Revolution aus der Erde kroch“[13].